# غونوسك كوماي
غونوسك كوماي (باليابانية: 駒井権之助) (بالإنجليزية: Gonnoske Komai)‏، من مواليد 1874، وتوفي في مقاطعة كينت البريطانية، وهو مصور فوتوغرافي وشاعر ومترجم ياباني.

## أعماله
قام غونوسك بتأليف عدة كتب، ومنها:
1. أمريكا واليابان.
2. اليابان، مابين الأمس واليوم.